# Faggyas Milán
Faggyas Milán (Miskolc, 1989. június 1. –) magyar labdarúgó.

## Pályafutása
2005 és 2015 között hat idényen át játszott élvonalban. A Diósgyőri VTK-val három, a Honvéddal kettő és a Lombard Pápával egy idényt töltött az NB I-ben. Összesen 49 élvonalbeli mérkőzésen lépett a pályára és három gólt szerzett.